# Рухуху
Рухуху (англ. Ruhuhu River) — река на юге Танзании в Восточной Африке. Крупнейшая из рек, впадающих в озеро Ньяса.
Длина — 160 км. Площадь водосборного бассейна — 14 070 км².
Река берёт начало в хребте Кипенгере к югу от Нджомбе и течёт преимущественно сначала к юго-востоку, а затем к юго-западу. Впадает в озеро Ньяса к югу от населённого пункта Манда на берегу бухты Амилия. Среднее и нижнее течение Рухуху образует границу между танзанийскими областями Нджомбе и Рувума.
Воды реки кишат крокодилами и грызунами. Исследования, проводившиеся в окрестностях реки Рухуху, обнаружили здесь первых предков динозавров.
Сегодня в Танзании реализуется ряд крупных проектов, связанных со строительством мостов, один из которых возводится на реке Рухуху. В планах правительства возведение на реке большой плотины, которая позволит в будущем вырабатывать 300 мегаватт электроэнергии и расширить площадь орошаемого земледелия на 4000 га.